# 검은띠 (무술)

검은띠(黒帯)는 동아시아 무술에서 전문성과 연관되지만, 무술의 종류에 따라 단순히 해당 무술에서의 능력만을 나타낼 수도 있다. 유색 벨트의 사용은 1880년대로 거슬러 올라가는 비교적 최근의 발명품이다.

## 같이 보기
- 급